# Pferdeanhänger

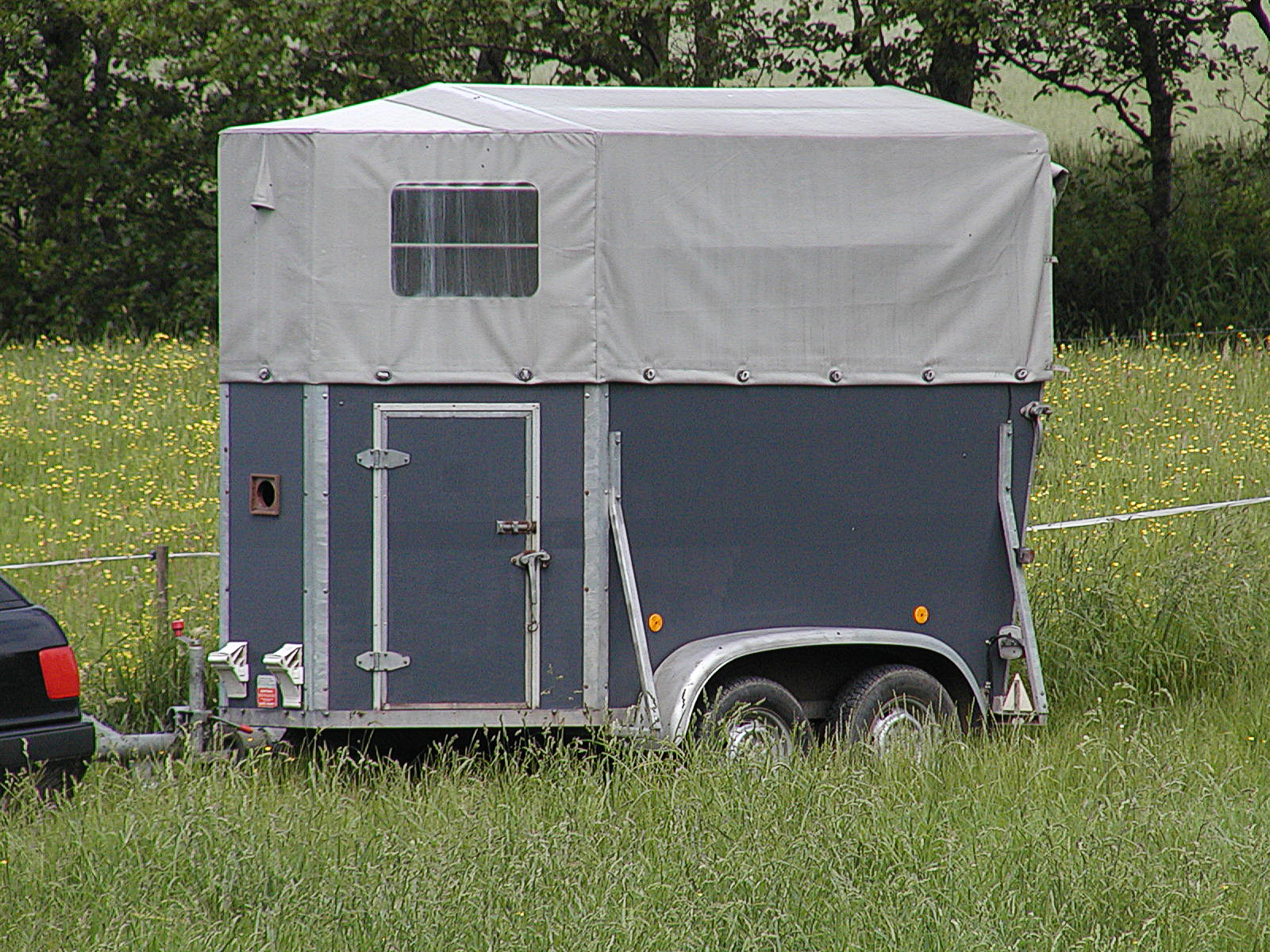
Ein Pferdeanhänger

Unter einem Pferdeanhänger wird ein Fahrzeugtyp verstanden, der als Anhänger an ein Kraftfahrzeug angehängt wird. Er verfügt zumeist über ein oder zwei Ständer für Pferde (wobei es auch einige größere Modelle gibt), eine Doppelachse (Tandemachse) mit weniger als 1 m Abstand (gilt damit als Einachser) und eine Auflaufbremse.

## Aufbau

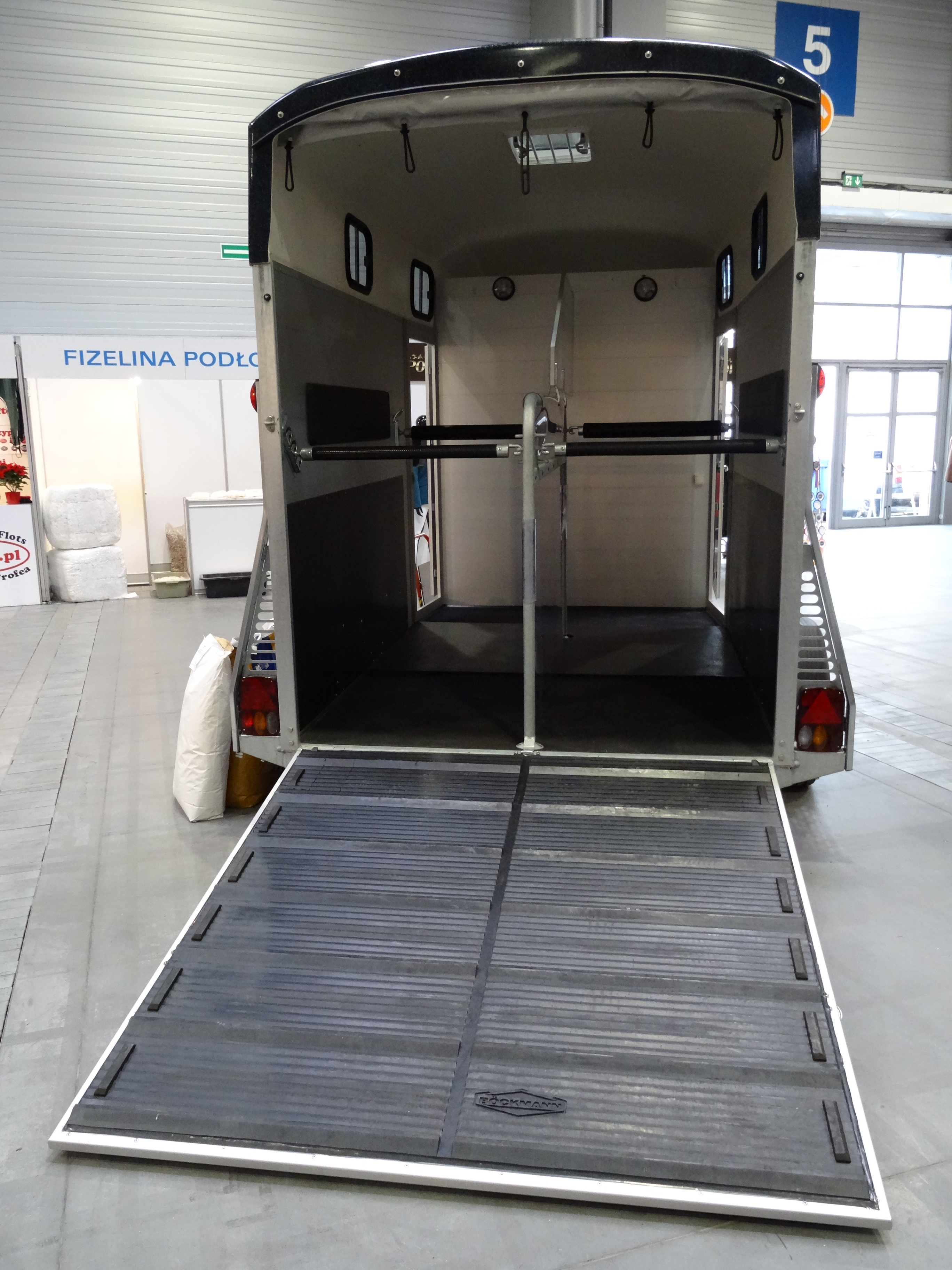
Geöffneter Pferdeanhänger

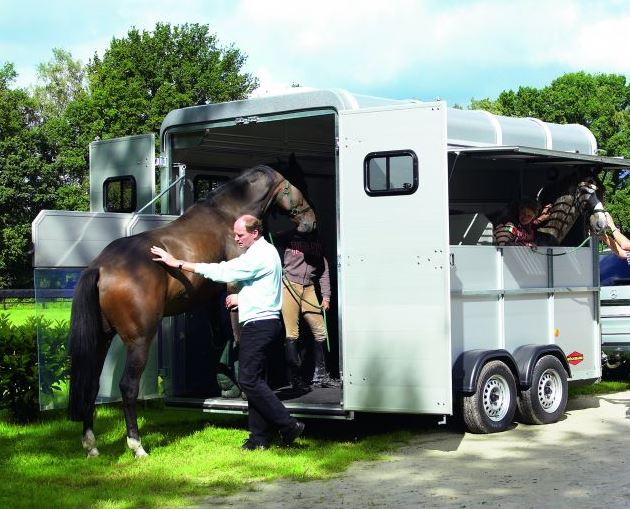
Pferdeanhänger mit Schwenktüren

Auf einem meist aus verzinkten Stahlträgern geschweißten Fahrwerk befindet sich ein geschlossener Aufbau mit in der Regel parallelen Seitenwänden und einer spitz zulaufenden Front (Aerodynamik). Pferdeanhänger können aus verschiedenen Materialien aufgebaut sein:
- Aufbau aus Holzplatten (z. B. Multiplex-Platte) mit Holzboden und einer LKW-Plane
- Aufbau aus Holzplatten (z. B. Multiplex-Platte) mit Holzboden und einer Polyester-Haube
- Aufbau aus Holzplatten (z. B. Multiplex-Platte) mit Aluboden und LKW-Plane/Polyester-Haube
- Aufbau aus Aluplanken mit Aluboden und LKW-Plane/Polyesterhaube/Aluhaube
- Aufbau aus Polyestergussteilen („Vollpolyester-Hänger“)
- Stahlblechaufbau

Es gibt auf dem Markt eine große Anzahl verschiedener Hersteller und Modelle mit zahlreichen technischen Variationen. Die meisten Pferdeanhänger werden von hinten (in Fahrtrichtung) über eine Rampe be- und entladen. Es gibt jedoch auch Modelle mit einer Schwenktür und Stufe, über die Pferde einsteigen und Rampen bzw. Türen vorne am Anhänger, z. B. zum Aussteigen. In den meisten Pferdeanhängern stehen die Pferde in Fahrtrichtung; bei einzelnen Modellen stehen sie schräg, was den Pferden zu einer verbesserten Balance bei Fahrzeugbewegungen verhelfen soll. Die Pferde sind voneinander in der Regel durch eine zum Verladen der Pferde verschwenkbare Trennwand aus Holz oder einer dicken Folie getrennt, die vorne mit einer Querstange verbunden ist und hinten mit zwei Stangen, die hinter den Pferden eingehakt werden, ebenfalls an den Außenwänden des Hängers fixiert wird, getrennt.
Der Boden ist zumeist aus Holzlaminaten wie Siebdruckplatten oder Dampfsperre-Platten mit einem eingearbeiteten Aluminiumblech oder aus Aluminiumelementen zusammengefügt und in vielen Fällen mit einer rutschsicheren Gummimatte abgedeckt. Holz bewirkt im Allgemeinen eine bessere Geräuschdämpfung, ist jedoch korrosionsgefährdeter als Aluminium. Verrottete Holzböden sind schon unter Belastung durch Pferdebeine eingebrochen. Daher müssen diese regelmäßig kontrolliert und ggf. ausgetauscht werden.
Weitere Merkmale sind beispielsweise
- eine getrennte Sattelkammer
- durchsichtige Trennwand zwischen den Pferden
- Frontfenster
- Futtertröge
- Futterhängeplanen
- Tränken
- Wassertank/Dusche (für die Pferde)
- Videoüberwachung
- verstellbare Querstangen zum Sichern unterschiedlich großer Pferde vorne und hinten
- Panikentriegelung der Querstangen
- Umkleidekabine

Der Radstand zwischen den beiden Achsen beträgt bei den am Markt befindlichen Modellen 70 bis 90 cm. Je länger der Radstand, desto besser ist der Geradeauslauf und das Schaukelverhalten, desto schwerer ist der Hänger aber zu drehen bzw. durch Kurven zu fahren.
In Pferdeanhängern werden vier verschiedene Achssysteme verbaut:
- Gummifederachse
- Drehstabfederachse – häufig in älteren Anhängern eingebaut.
- Drehschubfederachse – Ein Prinzip, das aus dem Messerschmitt Kabinenroller in die Achsfertigung für Anhängerachsen übernommen wurde. Wird nur noch selten verwendet.
- Einzelradaufhängung mit Dreieckslenkern – Wurde von der Firma Westfalia-Trailergroup erstmals verwendet.

## Anhängelast

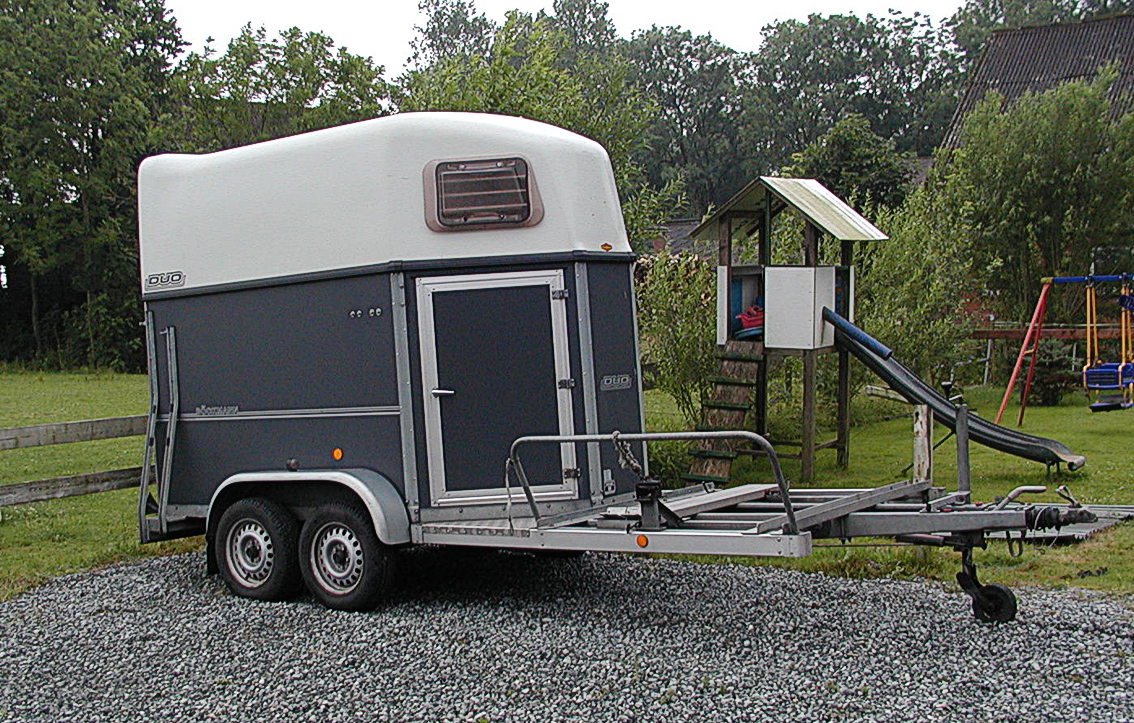
Ein Pferdeanhänger mit Kutschentransportvorbau

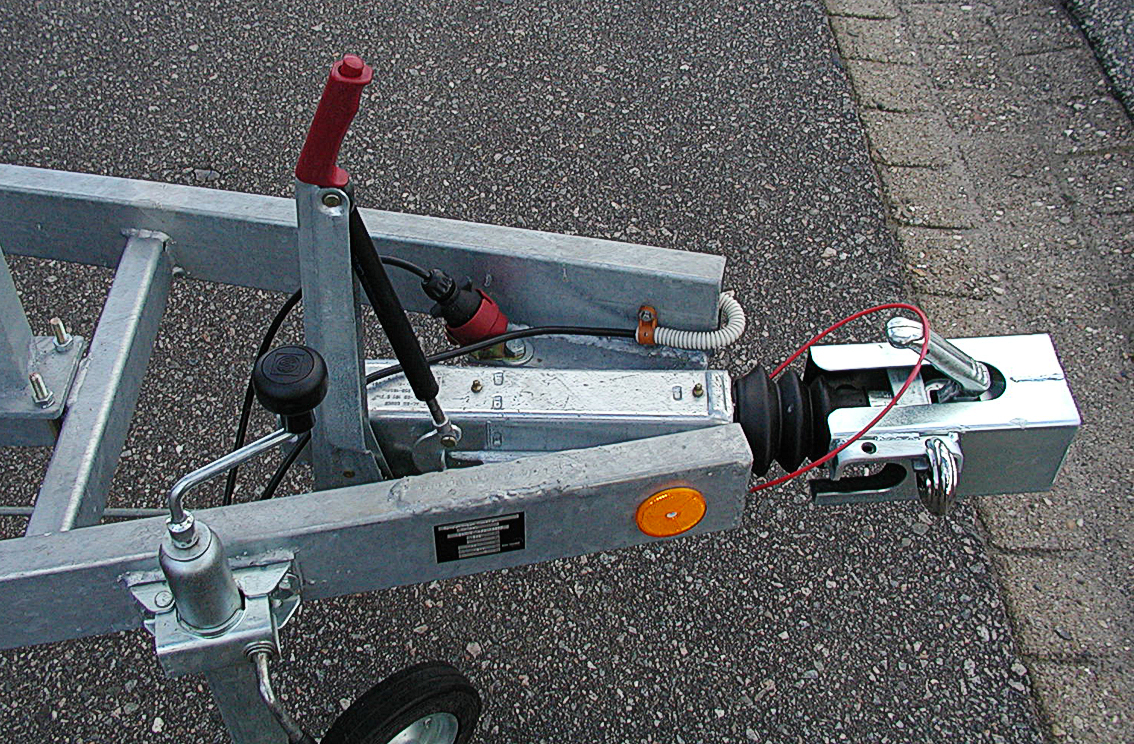
Eine Auflaufbremse (schwarze Gummiwulst) und die angezogene Feststellbremse am Anhänger

Das Leergewicht von Pferdeanhängern liegt zwischen ca. 600 kg bei Leichtbaumodellen und etwa 800 kg bei 2-Pferdeanhängern mit Polyester- oder Aluaufbau. Dabei beträgt das Gewicht eines „2er Vollpoly“–Pferdeanhängers mit einem eingetragenen Leergewicht von 780 kg inklusive Sattelkammer, Gummimatte etc. aber leicht 900 kg und mehr. Auch die Nachrüstung z. B. mit einem doppelten Boden bei alten Anhängern kann dazu führen, dass das Leergewicht den eingetragenen Wert übersteigt.
In jedem Fall muss ein geeignetes Zugfahrzeug beim Ziehen von zwei Pferden mit jeweils z. B. 600 kg eingesetzt werden. Hierbei darf die zulässige Gesamtmasse des Anhängers nicht überschritten werden. Zur Bemessung der zGM (zulässige Gesamtmasse) wird die Nutzlast des Anhängers zur Leermasse des selbigen hinzuaddiert. Ein Zugfahrzeug mit einer maximalen Anhängelast von 1600 kg darf also beispielsweise einen Anhänger ziehen, der eine tatsächliche Gesamtmasse (nicht zGM) von 1600 kg aufweist. Die (theoretisch) maximale Gesamtmasse laut Zulassungsbescheinigung Teil I oder II bzw. Typschild zählt nicht, es sei denn, sie wird überschritten. Dabei muss die Stützlast mindestens 4 % der tatsächlichen Gesamtmasse aufweisen, sie darf die maximale Stützlast des Zugfahrzeugs und die des Anhängers nicht überschreiten.
Eine Überladung wird in Deutschland nach Verwarnungsgeld- und Bußgeldkatalog geahndet. Hat der Halter des Fahrzeuges die Überladung zugelassen oder gar angeordnet, kann er neben dem Fahrer ebenfalls mit einem Bußgeld belegt werden.

## Erforderliche Fahrerlaubnisklassen
Für Gespanne bis 3,5 t zulässiger Gesamtmasse reicht die Fahrerlaubnisklasse B aus.
Für Gespanne über 3,5 t zulässiger Gesamtmasse wird die Fahrerlaubnisklasse BE oder B96 benötigt.
- Mit Fahrerlaubnisklasse B96 (genauer: Fahrerlaubnisklasse B mit Schlüsselzahl 96) darf die zulässige Gesamtmasse des Gespanns bis zu 4,25 t betragen (Zugfahrzeug maximal 3,5 t)
- Mit Fahrerlaubnisklasse BE darf die zulässige Gesamtmasse des Anhängers bis zu 3,5 t betragen, darüber hinaus ist auch bei Verwendung eines Zugfahrzeuges der Klasse B für dieses Gespann die Klasse C1E erforderlich[2]
- Mit Führerscheinen der Klasse BE, die vor dem 19. Januar 2013 ausgestellt wurden, dürfen auch weiterhin Anhänger über 3,5 t Gesamtmasse gezogen werden

Der vormalige deutsche Führerschein der Klasse 3 (PKW mit Anhänger) sah vor, dass lediglich einachsige Anhänger gezogen werden durften, wobei als Einachser auch Tandemachsenanhänger, wie sie bei Pferdeanhängern typisch sind, galten, sofern der Achsabstand kleiner als ein Meter war. Diese Begrenzung ist bei den neuen EU-Führerscheinen weggefallen.

## 100-km/h-Zulassung (Deutschland)

Tempo-100-Erlaubnis-Plakette

Für Gespanne gilt in Deutschland eine Höchstgeschwindigkeit von 80 km/h auf Autobahnen und Kraftfahrstraßen.
Bestimmte PKW mit Anhänger, bestimmte mehrspurige Kraftfahrzeuge mit einem zulässigen Gesamtgewicht bis zu 3,5 t und 100 km/h-zugelassene KOM mit einem zulässigen Gesamtgewicht bis zu 3,5 t mit Anhänger dürfen abweichend von § 18(5) Nr. 1 StVO bis zu 100 km/h auf Autobahnen und Kraftfahrstraßen fahren. Für Hängerfahrten im Ausland ist die „100-km/h-Zulassung“ nicht maßgebend.
Hierfür sind für Pferdeanhänger folgende Voraussetzungen durch die Fahrzeugkombinationen zu erfüllen:
- Zugfahrzeug mit ABS in Verbindung mit Pferdeanhänger (oder anderem Anhänger) mit Auflaufbremse und einer Eignung für eine Höchstgeschwindigkeit von 100 km/h:
  - zulässige Masse des Anhängers ≤ 1,1 × Leermasse des Zugfahrzeugs; oder
  - zulässige Masse des Anhängers ≤ 1,2 × Leermasse des Zugfahrzeugs, wenn mit einer Zugeinrichtung mit Schlingerdämpfung gemäß ISO 11555–1 ausgerüstet, oder mit einer anderen technischen Einrichtung versehen, durch die mittels Teilegutachten/ABE der Betrieb der Kombination bis 120 km/h nachgewiesen ist;

Es gilt zusätzlich:
- zulässige Masse des Anhängers (diese kann „abgelastet“ werden) ≤ zulässige Masse des Zugfahrzeugs,
- zulässige Masse des Anhänger ≤ zulässige Anhängelast des Zugfahrzeugs gemäß Fahrzeugschein,
- Bereifung des Anhängers hat für 100 km/h keinen Zuschlag zum Lastindex erhalten,
- Bereifung des Anhängers entspricht mindestens der Geschwindigkeitskategorie L (= 120 km/h),
- Bereifung des Anhängers ist jünger als 6 Jahre.
- Die mit amtlichem Siegel versehene 100-Plakette muss an der Rückseite des Anhängers angebracht sein, um die Tempo 100 Regelung nutzen zu dürfen[3][4].

Somit ist die maximal zulässige Masse des Anhängers der kleinste der drei Werte „zulässige Anhängelast“, „zulässige Fahrzeugmasse“ und „Leermasse * Faktor 1,1 oder 1,2“.
Die Massenangaben können den Eintragungen in den Fahrzeugscheinen entnommen werden (Leermasse: Ziff. 14, zulässige Masse: Ziff. 15). Einen Zuschlag zum Lastindex kann ein Reifen dann erhalten, wenn er für eine höhere Geschwindigkeit ausgelegt ist; in diesem Fall kann für eine Genehmigung bis 80 km/h ein Reifen auch dann noch ausreichen, wenn seine Tragfähigkeit eigentlich geringer als notwendig ist. Dieses „Umwidmen“ von Geschwindigkeit auf Last ist bei einer 100 km/h Zulassung nicht mehr möglich.
Die Eignung für einen Betrieb bis 100 km/h kann der Hersteller bescheinigen. Falls eine solche Bescheinigung vom Hersteller nicht erhältlich ist, muss der Anhänger mindestens die Voraussetzung erfüllen, dass seine Achsen bis 100 km/h zugelassen sind (steht auf dem Typschild des Anhängers). Dies ist allerdings keine hinreichende Bedingung; es können weitere Anforderungen hinzutreten, die im Einzelfall von der zuständigen Prüfinstanz für die Zulassung (z. B. TÜV oder Dekra) verlangt werden, beispielsweise Umrüstung auf hydraulische Stoßdämpfer. Die Zulassung kann auch gänzlich verweigert werden.
Für Hängerfahrten im Ausland ist die „100-km/h-Zulassung“ nicht maßgebend. Es gilt dort die zulässige Höchstgeschwindigkeit des jeweiligen Landes.
Beispiele für die Berechnung
1. Saab 9-3 I TiD (Angaben laut Fahrzeugschein), Anhänger mit Schlingerkupplung:
- zulässige Masse = Zugfahrzeugleermasse 1465 kg × 1,2 = 1758 kg,
- Gesamtgewicht = 1910 kg,
- Anhängelast max. 1600 kg

Die zulässige Masse des Anhängers ist auf 1600 kg beschränkt, da dies der kleinste der drei Werte (1600, 1758, 1910) ist. Will man einen Anhänger mit einer werksmäßig höheren zulässigen Masse (typisch sind 2000–2400 kg) einsetzen, wäre eine Ablastung notwendig.
2. Audi A4 avant Quattro TDI 172 kW (Angaben laut Audi-Website):
- zulässige Masse = Zugfahrzeugleermasse 1660 kg × 1,2 = 1992 kg,
- Gesamtgewicht = 2210 kg,
- Anhängelast max. 2000 kg (bei max. 8 % Steigung)

Der kleinste Wert ist hier der obere von 1992; in diesem Fall begrenzt also das Leergewicht des Fahrzeugs die zulässige Masse des Anhängers.
Als Bereifung kann beispielsweise ein 1x5/1x R 1x 85 L verwendet werden, wobei „x“ als Variable hängerabhängig die Maße des Reifens definiert, „85“ für eine Tragfähigkeit von 515 kg (Sicherheitsreserve) steht und „L“ 120 km/h bedeutet.
Die früher notwendige explizite Zulassung jeder einzelnen Zugfahrzeug-Anhänger-Kombination, wobei auch das Zugfahrzeug eine kleine 100-Plakette für die Windschutzscheibe erhielt, ist seit dem 21. Oktober 2005 (durch die dritte Verordnung zur Änderung der 9. Ausnahmeverordnung zur StVO) abgeschafft.

## Steuer und Versicherung (Deutschland)
Pferdeanhänger können mit schwarzen oder grünen Kennzeichen zugelassen werden.
Fahrzeuge mit grünen Kennzeichen sind von der Kfz-Steuer befreit. Eine Pflicht zur Haftpflichtversicherung besteht nicht. Nach §7 des Straßenverkehrsgesetzes haften die beiden Halter von PKW und Anhängern gemeinsam bei Unfallschäden. Anhänger mit grünen Kennzeichen können aber freiwillig haftpflichtversichert werden.
Pferdeanhänger mit grünen Kennzeichen sind auf den Einsatz zu Sportzwecken beschränkt. Es ist nicht erlaubt, anderes Gut zu befördern, auch kein Tierfutter. Mit schwarzen Kennzeichen gibt es keine Steuerbefreiung und die Nutzung ist für alle Transportgüter erlaubt, zum Beispiel Motorrad oder Möbel.
Pferdeanhänger mit grünem Kennzeichen können nach einer Einzelabnahme nach §21 durch den TÜV (alte Bundesländer) auf schwarze Kennzeichen umgemeldet werden.